# オシン・ラグ
オシン・ラグ（حسين الراقد、Hocine Ragued、1983年2月11日 - ）は、フランス・イヴリーヌ県サン＝ジェルマン＝アン＝レー出身のサッカー選手。元チュニジア代表。ポジションはミッドフィールダー。

## 経歴
パリ・サンジェルマンFCの下部組織出身、リーグの公式戦で出場する前にFCイストルやFCグーニョンにレンタル移籍した。契約切れを機にRAECモンスに移籍した。3シーズンプレーした後クラブが2部降格したためスラヴィア・プラハに移籍した。2011年、カルデミル・カラブクスポルに移籍し、2シーズンプレーした。その後エスペランス・チュニスに移籍。2012年、2014年のリーグ制覇に貢献した。

## 代表歴
チュニジア代表として2006年にフル代表デビューし、アフリカネイションズカップ2010に出場した。
2004年にはU-23チュニジア代表としてアテネオリンピックに出場した。

## 所属クラブ
- パリ・サンジェルマンFC 2001-2006

→  FCイストル 2002-2003
→  FCグーニョン 2003-2004
- RAECモンス 2006-2009
- スラヴィア・プラハ 2009-2011.1
- カルデミル・カラブクスポル 2011.1-2012
- エスペランス・スポルティーブ・ドゥ・チュニス 2012-2016
- エミレーツ・クラブ 2016-2017